# Halil İbrahim Can
Halil İbrahim Can (* 23. November 1990 in Besni) ist ein türkischer Fußballspieler.

## Karriere
Yıldırım begann mit dem Vereinsfußball in der Jugend von Besnispor. Anschließend spielte er für die Nachwuchsmannschaften von Gaziantepspor.
Zur Saison 2011/12 wechselte er mit einem Profivertrag ausgestattet zum Drittligisten İskenderun Demir Çelikspor. Hier etablierte er sich in seiner zweiten Saison als Stammspieler.
In der Sommertransferperiode 2015 verließ er seinen Klub, der seinen Namen im Sommer 2014 in Körfez İskenderunspor geändert hatte, und wechselte zum Zweitligisten Boluspor.
Zur Rückrunde der Saison 2015/16 wechselte er zu Etimesgut Belediyespor.